# Uchanie (gmina)
Uchanie (do 1925 gmina Jarosławiec) – gmina wiejska w województwie lubelskim, w powiecie hrubieszowskim. W latach 1975–1998 gmina położona była w województwie zamojskim.
Siedziba gminy to Uchanie.
Według danych z 30 czerwca 2004 gminę zamieszkiwało 5114 osób. Natomiast według danych z 31 grudnia 2017 roku gminę zamieszkiwało 4621 osób.
Według danych z 31 grudnia 2019 roku gminę zamieszkiwało 4514 osób.

## Ochrona przyrody
Na obszarze gminy znajduje się rezerwat przyrody Gliniska chroniący stanowisko susła perełkowanego.

## Struktura powierzchni
Według danych z roku 2002 gmina Uchanie ma obszar 120,75 km², w tym:
- użytki rolne: 78%
- użytki leśne: 16%

Gmina stanowi 9,51% powierzchni powiatu.

## Demografia

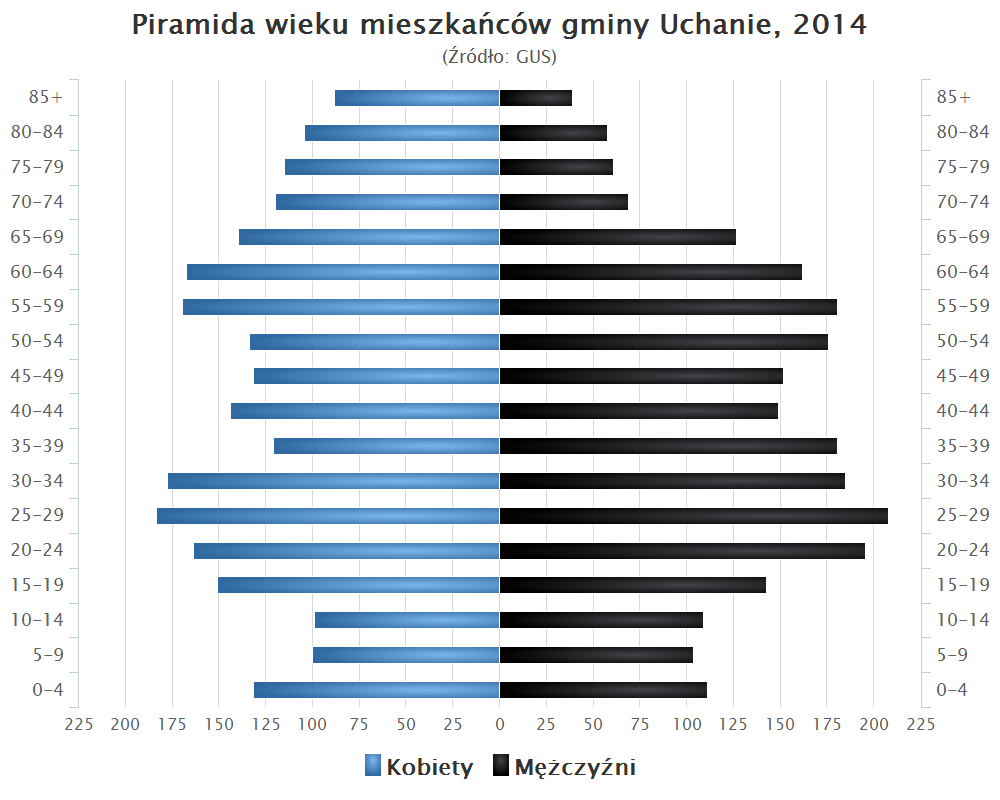
Piramida wieku mieszkańców gminy Uchanie w 2014 roku

Dane z 30 czerwca 2004:
| Opis                              | Ogółem | Ogółem | Kobiety | Kobiety | Mężczyźni | Mężczyźni |
| --------------------------------- | ------ | ------ | ------- | ------- | --------- | --------- |
| jednostka                         | osób   | %      | osób    | %       | osób      | %         |
| populacja                         | 5114   | 100    | 2548    | 49,8    | 2566      | 50,2      |
| gęstość zaludnienia (mieszk./km²) | 42,4   | 42,4   | 21,1    | 21,1    | 21,3      | 21,3      |

## Sołectwa
Aurelin, Białowody, Bokinia, Chyżowice, Dębina, Drohiczany, Feliksów, Gliniska, Jarosławiec, Lemieszów, Łuszczów, Łuszczów-Kolonia, Marysin, Miedniki, Mojsławice, Mojsławice-Kolonia, Odletajka, Pielaki, Putnowice Górne, Rozkoszówka, Staszic, Teratyn, Teratyn-Kolonia, Uchanie, Uchanie-Kolonia, Wola Uchańska, Wysokie

## Sąsiednie gminy
Białopole, Grabowiec, Hrubieszów, Trzeszczany, Wojsławice